# Square Pasteur
Le square Pasteur est une voie du 15e arrondissement de Paris.

## Situation et accès
C'est une voie privée sans issue, dont l'entrée munie d'un digicode se trouve au tout début de la rue Lecourbe, côté des numéros impairs.

## Origine du nom
Il tient son nom de son voisinage avec le boulevard Pasteur qui  fait référence à Louis Pasteur (1822-1895), scientifique français, chimiste et physicien inventeur de la vaccination contre la rage et les maladies charbonneuses.

## Bâtiments remarquables et lieux de mémoire

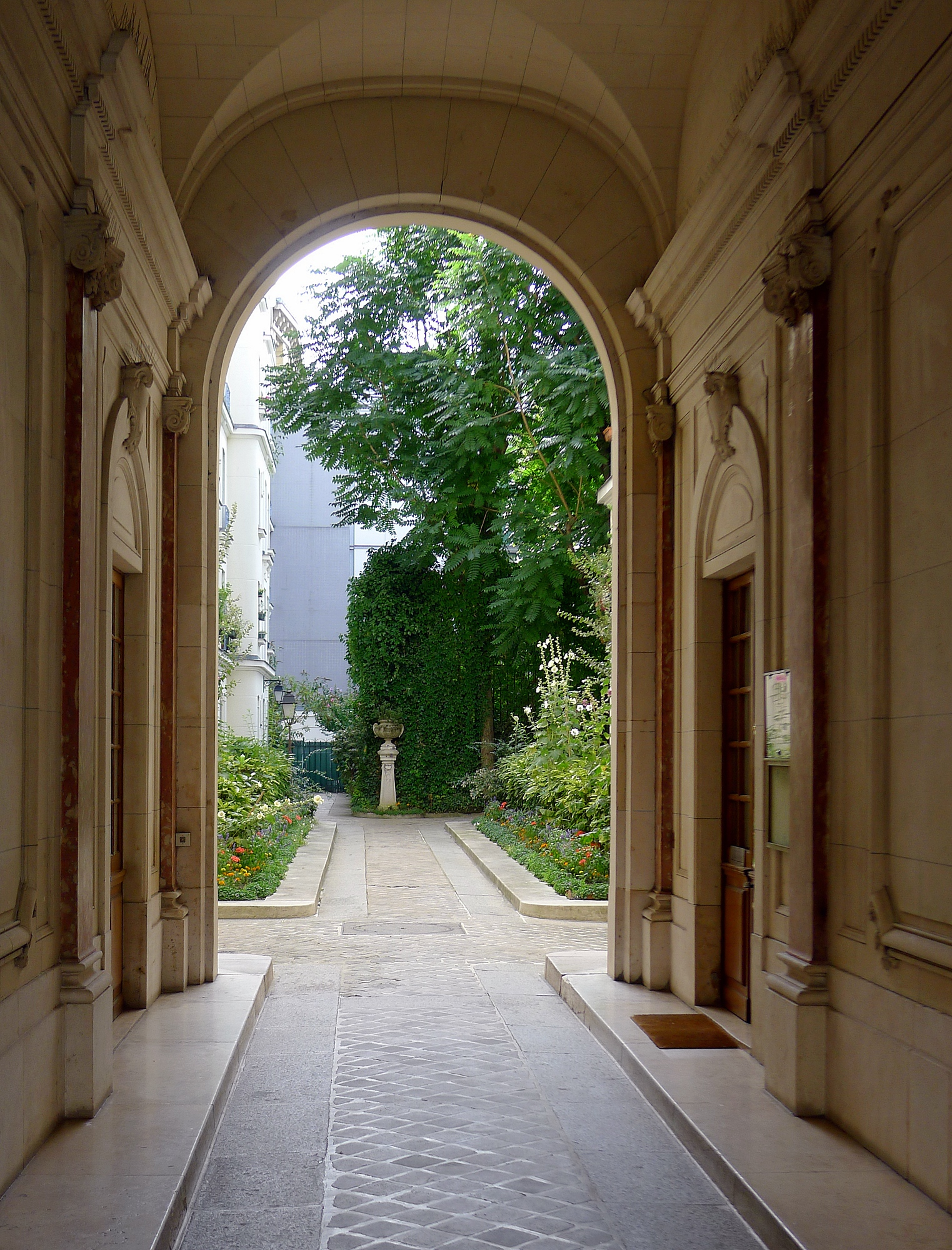
Vue intérieure du square.